# Phyllachora viequesensis
Phyllachora viequesensis är en svampart som beskrevs av Orton & Toro 1926. Phyllachora viequesensis ingår i släktet Phyllachora och familjen Phyllachoraceae.   Inga underarter finns listade i Catalogue of Life.